# رامون سانتياغو
رامون سانتياغو هو لاعب كرة قاعدة دومينيكاني، ولد في 31 أغسطس 1979 في Las Matas de Farfán ‏ في جمهورية الدومينيكان.

## وصلات خارجية
- رامون سانتياغو على موقع دوري كرة القاعدة الرئيسي (الإنجليزية)
- رامون سانتياغو على موقعبيزبول رفرنس.كوم (الدوري الرئيسي) (الإنجليزية)
- رامون سانتياغو على موقعبيزبول رفرنس.كوم (الدوري الثانوي) (الإنجليزية)
- رامون سانتياغو على موقع إي إس بي إن.كوم (أم.أل.بي) (الإنجليزية)
- رامون سانتياغو على موقع مشجعي الرسوم البيانية (الإنجليزية)